# Mirza Abdollah
Mirza Abdollah Farahani (persisch میرزا عبدالله فراهانی Mirzā Abdollāh Farāhāni; * 1843; † 1918) war ein persischer Komponist, Musikpädagoge, Tar- und Setarspieler.
Mirza Abdollah entstammte der Musikerfamilie der Farahani, zu der neben seinem Vater Ali-Akbar Farahani und seinem Bruder Mirza Hossein Gholi dessen Sohn Ali Akbar Khan Shahnazi und sein eigener Sohn Ahmad Ebādi zählen. Sie wirkten alle am Hof der Kadscharen und widmeten sich der Kunst des Radif.
Mirza Abdollah Farahani vollendete das Werk seines Vaters, das als Radif-e Mirza Abdollah bekannt wurde. Zudem galt er als kompetenter ausführender Musiker und Musikpädagoge. Zu seinen Schülern zählten Abolhasan Saba, Esmaeil Ghahremani und Ali-Naghi Vaziri.